# Signalgerät

Handfackel

Ein Signalgerät ist eine Vorrichtung, die einen Effekt verursacht, der als Signal oder Alarm dient, ein Signalmittel, ein Gegenstand oder ein funktioneller Bauteil zu diesem Zweck.
Signalmittel beruhen im Allgemeinen auf mechanischen, elektrischen, chemischen oder pyrotechnischen Vorgängen und erzeugen Geräusche, Lichtsignale, Rauch oder anderes.
Verwendet werden Signalmittel und Signalgeräte im militärischen Bereich, bei Polizei und anderen Wachkörpern, im Rettungswesen, bei Katastropheneinsätzen, in der Schifffahrt (Seenotsignalmittel), im Alpinismus (alpines Notsignal) und bei anderen Outdoor-Aktivitäten.

## Beispiele
- Akustische Signalinstrumente, etwa Trillerpfeifen, Klingeln, Lichtruf, Hupen (an Fahrzeugen), Sirenen, Trompete (Fanfare), Salutkanonen oder Knallkörper im militärischen oder zeremoniellen Bereich
- Optische Signale wie Signalfarben, eine Anzeige mit Zeiger, Warndreieck und -leuchte, Warnflaggen, Knicklichter in der Unfallstellenabsicherung.

Eine Übersicht gibt die Kategorie:Signalgerät.
- Pyrotechnische Gegenstände sind vor allem Signalraketen, die über eine Signalpistole in den Himmel verschossen werden, Handfackeln und Rauchsignale. Neben ihrem eigentliche Zweck werden pyrotechnische Signalmittel auch als Illuminationseffekt bei Feuerwerken, als Spezialeffekt beim Film oder in Simulationen von Notfällen, und von Fußballfans oder bei anderen Veranstaltungen der Eventkultur verwendet. Allgemein unterliegt die Verwendung von pyrotechnischen Signalmitteln in Deutschland dem Sprengstoffgesetz, in Österreich dem Pyrotechnikgesetz und in der Schweiz dem Bundesgesetz über explosionsgefährliche Stoffe.